# Richard Beljaards
Richard Beljaards (13 oktober 1975) is een Nederlandse honkballer.
Beljaards speelt werper en gooit en slaat rechtshandig. Hij begon samen met zijn jongere broer Patrick Beljaards te honkballen bij Corendon Kinheim uit Haarlem. In de Nederlandse hoofdklasse kwam hij uit voor Kinheim, later voor HCAW uit Bussum en toen weer voor Kinheim. In 1986 won Beljaards met Kinheim de Europa Cup I, met HCAW in 2000 de Europa Cup II en met Kinheim in 2001 wederom de Europa Cup II. In 2002 werd hij geselecteerd voor het Nederlands honkbalteam maar kwam daarvoor uiteindelijk niet uit tijdens een interland. In Jong Oranje kwam hij achtmaal uit en in 1995 werd hij met dit team Europees kampioen. Zijn laatste wedstrijd namens Kinheim in de hoofdklasse speelde hij in 2005. Beljaards is een neef van de honkballer Denny Beljaards.